# Eric Brandon
Eric Brandon (East Ham, Essex, Engleska, 18. srpnja 1920. – Gosport, Hampshire, Engleska, 8. kolovoza 1982.) je bivši britanski vozač automobilističkih utrka.
Brandon se počeo utrkivati nakon završetka Drugog svjetskog rata, kada su on i John Cooper, suosnivač momčadi Cooper Car Company, izgradili dva bolida za National 500 cc prvenstvo. Brandon je 1951. postao prvi prvak Formule 3, a u Formuli 1 je nastupao 1952. i 1954., no nije uspio osvojiti bodove. Osvojio je treće mjesto u Lavant Cupu, utrci Formule 1 koja se nije bodovala za prvenstvo. U automobilizmu se nastavio natjecati do 1956. godine, ali sve se više uključivao u hidroavionske utrke i do 1957. godine se potpuno posvetio tome.

## Vanjske poveznice
- Eric Brandon - Stats F1